# 병무청 (바이마르 공화국)
병무청(兵務廳, 독일어: Truppenamt, 영어: Troop Office)은 제1차 세계 대전에 패배하여 베르사유 조약에 의해 군비가 10만명으로 제한되고 참모본부의 보유를 금지당한 바이마르 공화국 육군이 마련한 조직이다. 즉, 병무청이란 베르사유 조약에서 금지된 옛 프로이센의 대장군참모부의 위장 명칭이다.
전간기 병무청은 보존된 독일군 전력의 전술적 전략적 교리를 수정하고, 그 역량을 재건하는데 큰 역할을 했다.
1935년 베르사유 조약 파기 및 재군비 선언과 함께 병무청의 명칭은 당당하게 참모본부로 되돌려진다.

## 역대 청장
1. 한스 폰 젝트 소장: 1919년 10월 11일 ~ 1920년 3월 26일
2. 빌헬름 하이허 소장: 1920년 3월 26일 ~ 1923년 2월
3. 오토 하세 소장: 1923년 2월 ~ 1925년 10월
4. 빌헬름 베첼 소장: 1925년 10월 ~ 1927년 1월 27일
5. 베르너 폰 블롬베르크 소장: 1927년 1월 27일 ~ 1929년 9월 30일
6. 쿠르트 폰 하메르슈타인에쿠오르트 소장: 1929년 9월 30일 ~ 1930년 10월 31일
7. 빌헬름 아담 소장: 1930년 10월 31일 ~ 1933년 9월 30일
8. 루트비히 베크 소장: 1933년 10월 1일 ~ 1935년 7월 1일